# Yankton
Yankton – miasto w południowo-wschodnim regionie stanu Dakota Południowa nad rzeką Missouri, siedziba hrabstwa Yankton. W 2000 roku zamieszkiwało je 13 528 osób. Nazwa miasta wywodzi się od lokalnego plemienia Dakotów, Dakotowie Yankton (Nakotowie). Jest to pierwotna stolica terytorialna Terytorium Dakoty.
W 1804, podążając w górę rzeki, ekspedycja Lewisa i Clarka zawitała tu w drodze nad Ocean Spokojny przez nieznane wtedy białym Amerykanom obszary zamieszkane przez zwaśnionych Indian Ameryki Północnej, nowo nabyte bez udziału lub świadomości ich mieszkańców od Francji w zakupie Luizjany przez Stany Zjednoczone.
Z uwagi na żeglowność Missouri miasto od zarania poprzez epokę kolei żelaznej cieszyło się popularnością jako ważny ośrodek polityczny, strategiczny i transportowy Dzikiego Zachodu, a po wybuchu gorączki złota w Black Hills w latach 60. XIX wieku stało się centrum zaopatrzeniowym. Osadnictwo na tych terenach było prawnie niedozwolone do roku 1859, kiedy nabrał mocy kolejny traktat przywłaszczający pod działki rolne prerię spychanych na (geologicznie i krajobrazowo malownicze) nieużytki (Badlands) Indian. 

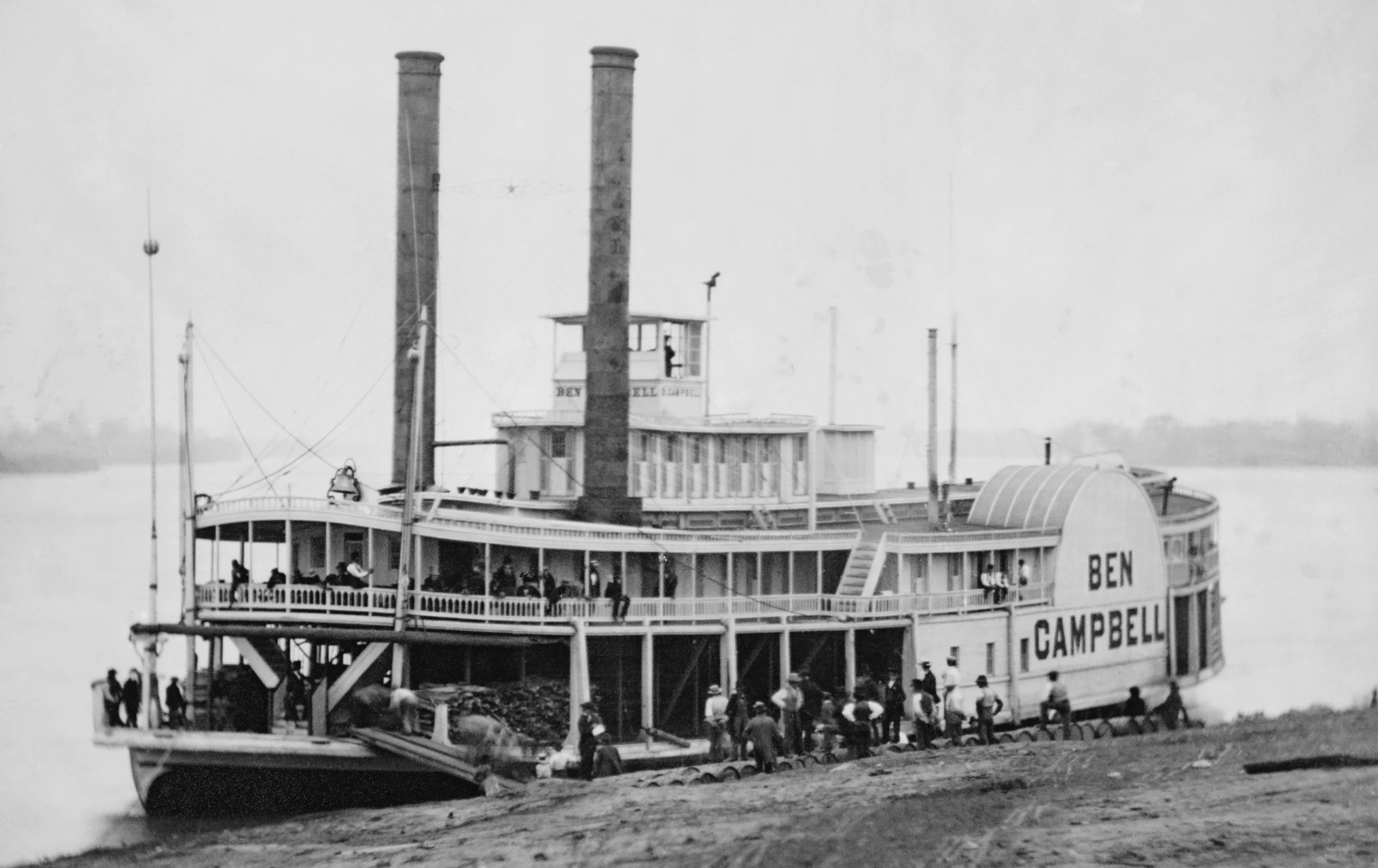
Parowiec "Ben Campbell" z lat 1852–1860, zazwyczaj kursujący na Missisipi pomiędzy St. Louis a St. Paul, zapewne nie raz goszczący w pobliskim Yankton

Obecnie coroczny festiwal rzeczny, Yankton's Riverboat Days, odbywający się w czasie trzeciego weekendu sierpnia przyciąga do miejskiego Riverside Park ok. 135 tys. osób i jeszcze pływające po Missisipi i jej dopływach parowce rzeczne o napędzie kołowym.
Jest to także miejsce prawnego osądzenia i wykonania wyroku śmierci na Jacku McCallu, mordercy Dzikiego Billa Hickoka – pierwszej egzekucji według terytorialnego wymiaru prawa w Terytorium Dakoty, wykonanej 1 marca 1877.

Yankton na mapie stanu Dakota Południowa z zaznaczeniem hrabstwa Yankton (na czerwono, na mapce po prawej) i obszarów miejskich oraz samego miasta na mapce hrabstwa (na czerwono, na mapce po lewej)